# سليم هاريل
سليم هاريل (بالإنجليزية: Slim Harrell) هو لاعب كرة قاعدة أمريكي، ولد في 31 يوليو 1890 في غراندفيو في الولايات المتحدة، وتوفي في 30 أبريل 1971 في هيلزبورو في الولايات المتحدة.

## وصلات خارجية
- سليم هاريل على موقعبيزبول رفرنس.كوم (الدوري الرئيسي) (الإنجليزية)
- سليم هاريل على موقعبيزبول رفرنس.كوم (الدوري الثانوي) (الإنجليزية)